# Pępowo (Groot-Polen)
Pępowo is een dorp in de Poolse woiwodschap Groot-Polen. De plaats maakt deel uit van de gemeente Pępowo en telt 1780 inwoners.